# Вы доверяете этому компьютеру?
Вы доверяете этому компьютеру? (англ. Do You Trust This Computer?) — американский документальный фильм 2018 года режиссёра Криса Пейна, в котором описываются выгоды, но преимущественно опасности искусственного интеллекта. В нём представлены интервью с рядом выдающихся людей, имеющих отношение к ИИ, таких как Рэй Курцвейл, Илон Маск, Джерри Каплан, Михал Косински, Д. Скотт Феникс, Хироси Исигуро и Джонатан Нолан. Режиссёром фильма стал Крис Пейн, известный по фильму «Кто убил электромобиль?» (2006) и последующем его продолжении «Месть электромобиля».
Охватываемые темы варьируются от военных дронов до каналов «фейковых новостей» на базе искусственного интеллекта. В какой-то момент во время интервью Маск предупреждает, что любой диктатор-человек в конце концов умрёт, но что цифровой сверхинтеллект когда-нибудь может стать «бессмертным диктатором, от которого мы никогда не сможем убежать». Маск также спонсировал бесплатную трансляцию фильма на Vimeo в субботу 7 апреля 2018 года. Фильм был показан на кинофестивале в Напе в 2018 году.
Документальный фильм посвящён Стивену Хокингу, который предупредил, что стремление человечества к сверхразумному ИИ может поставить его под угрозу.